# Stephan Verhulst
Stephan Verhulst (ca. 1949 - 6 december 2009) is een Belgisch voormalig hockeyer.

## Levensloop
Verhulst begon met hockey bij La Rasante, waar hij debuteerde in het eerste team. Later maakte hij de overstap naar Relais HC. Met deze club won hij in seizoen 1972-'73 de Beker van België.
Ook maakte hij deel uit van de Belgische veld- en zaalhockeyploeg. Hij verzamelde een twintigtal caps en nam onder meer deel aan het het wereldkampioenschap van 1973 in de Nederlandse hoofdstad Amsterdam. Met de nationale indoorploeg behaalde hij zilver op het Europees kampioenschap van 1976 te Arnhem.
Na zijn spelerscarrière ging hij aan de slag bij Royal Léopold, waar hij verantwoordelijk was voor de jeugdopleidingen. Later werd hij voorzitter van Langeveld HC.
Zijn broer Thierry was eveneens actief in het hockey.